# Can Ribó (Alella)
Can Ribó és una obra d'Alella (Maresme) inclosa a l'Inventari del Patrimoni Arquitectònic de Catalunya.

## Descripció
És un edifici civil, una casa de pagès o masia formada per una planta baixa i un pis. Coberta amb una teulada a dues vessants i el carener perpendicular a la façana. Ha estat pràcticament ensotada per les edificacions posteriors, de manera que al davant de la façana només hi ha uns tres metres d'espai.
La part frontal ha estat bastant malmesa degut a noves obertures i a annexes. Una tanca de fusta situada lateralment separa el carrer del recinte propietat de la casa.

## Història
Exemple de casa de pagès situada arran de la riera Coma clara, en altres temps aïllada. Com que la construcció és anterior al traçat viari, la façana està situada perpendicularment a la línia del carrer.